# Mahishasura

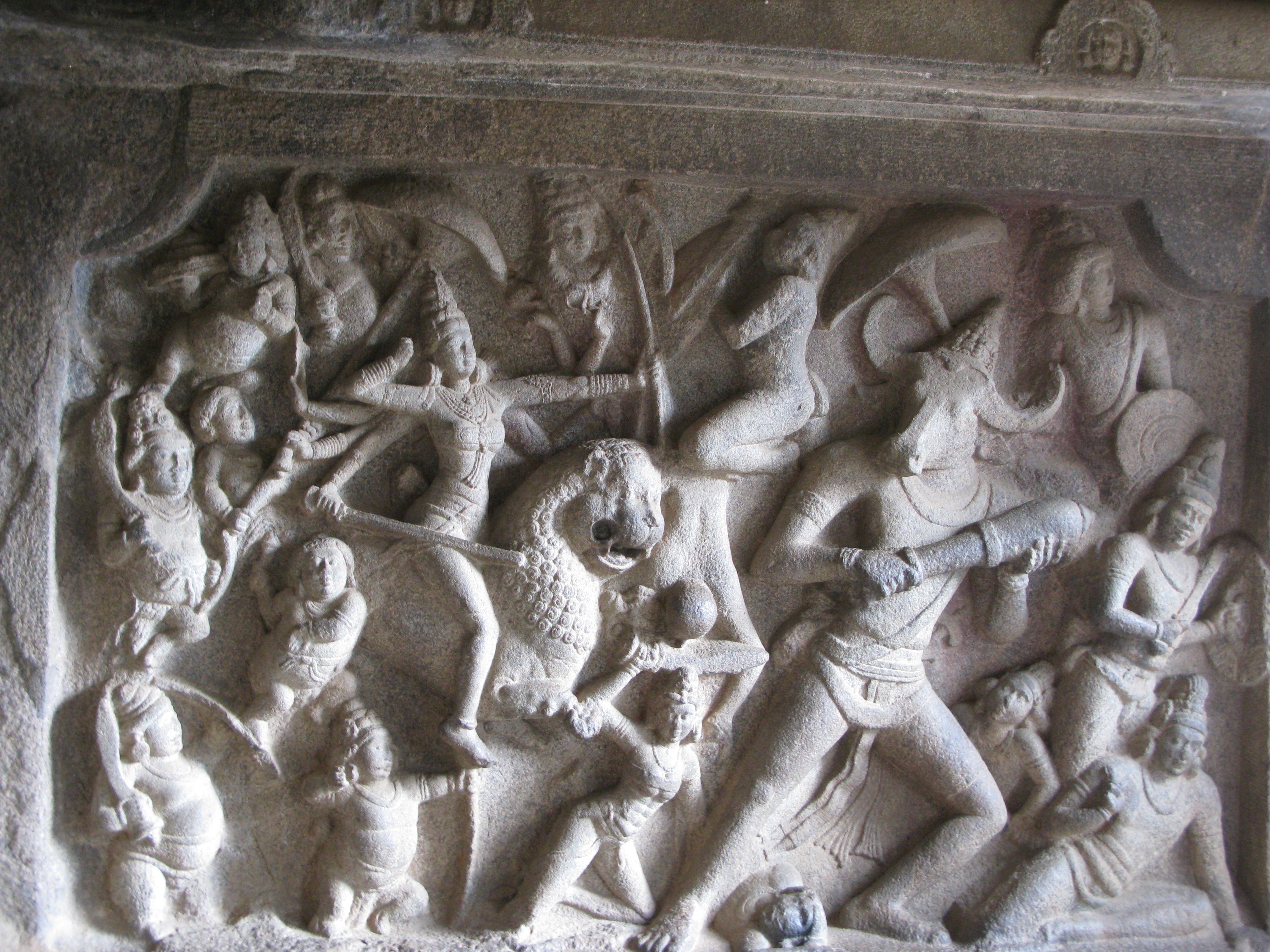
Dourga affronte Mahishâsura, temple de Mahabalipuram

Mahishâsura (IAST: mahiṣāsura, devanagari: महिषासुर) est un démon-buffle de la mythologie hindoue. 

## Mythologie
Mahishâsura est le produit des amours du roi des asuras Rambha avec une bufflonne (qui était en réalité une princesse victime d'une malédiction) et pouvait prendre aussi bien l'apparence d'un buffle que d'un être humain (mahisha signifie buffle). Il fut tué par l'inatteignable déesse Durga, manifestation de la Devi en exécutrice de démons qui menaçaient la paix, la prospérité et le dharma du bien. Il a donné son nom à la ville de Mysore.
Bien qu'issu d'un démon et d'une bête, Mahishâsura était aussi un dévot de Brahma. Pour le récompenser de sa piété, celui-ci lui accorda de n'être vaincu au combat par aucune créature de sexe masculin, Mahishâsura considérant les femelles comme des êtres insignifiants et inférieurs. Mahishâsura commença alors à terroriser la terre et les cieux. Il envahit le ciel, vainquit Indra et expulsa les dieux.
Ceux-ci se réunirent pour trouver le moyen de s'en débarrasser. Puisqu'il était invincible pour toute créature mâle, ils combinèrent les pouvoirs de tous les devas sous la forme d'une jeune femme de toute beauté, Dourga ou Bhâvanî (une manifestation de Shakti ou de Parvati). Selon une légende, Dourga créa une armée qui anéantit celle de Mahishasura en neuf jours, et elle le tua elle-même le dixième jour de la lune croissante. Dourga est donc surnommée Mahishasuramardini (mardini signifie tueuse). Comme remerciement, Dourga offrit à son armée la connaissance de la joaillerie.

## Fête traditionnelle
Cette victoire du bien sur le mal est célébrée sous le nom de Durga Puja au Bengale et en Orissa et de Dussehra ou Navaratri dans d'autres régions de l'Inde.
Selon les régions, un sacrifice animal a lieu pendant cette fête traditionnelle. Au Népal, un buffle est décapité par l'épée sacrificielle Ram-Dao.

## Adivasis
Certaines tribus Adivasi comme les Asurs et les Gonds considèrent Mahishasura comme un roi.

## Art
Durga tuant Mahishasura est un thème important qui a été sculpté dans diverses grottes et temples de l’Inde. Certaines des représentations les plus importantes sont visibles dans les grottes Mahishasuramardini de Mahabalipuram, dans les grottes d'Ellorâ, à l'entrée du temple Rani ki vav du Temple de Hoysaleśvara à Halebid, et dans de nombreux autres temples en Inde.
Durga est vénérée sous sa forme Mahishasuramardini, au cours de Durga Puja. Le culte de Durga au cours de Durga Puja à Bihar, dans le Bengale occidental, dans le Jharkhand, dans l’Odisha et dans d’autres États de l’est est représenté dans le pandal où Durga est en train de tuer Mahishasura.

## Galerie

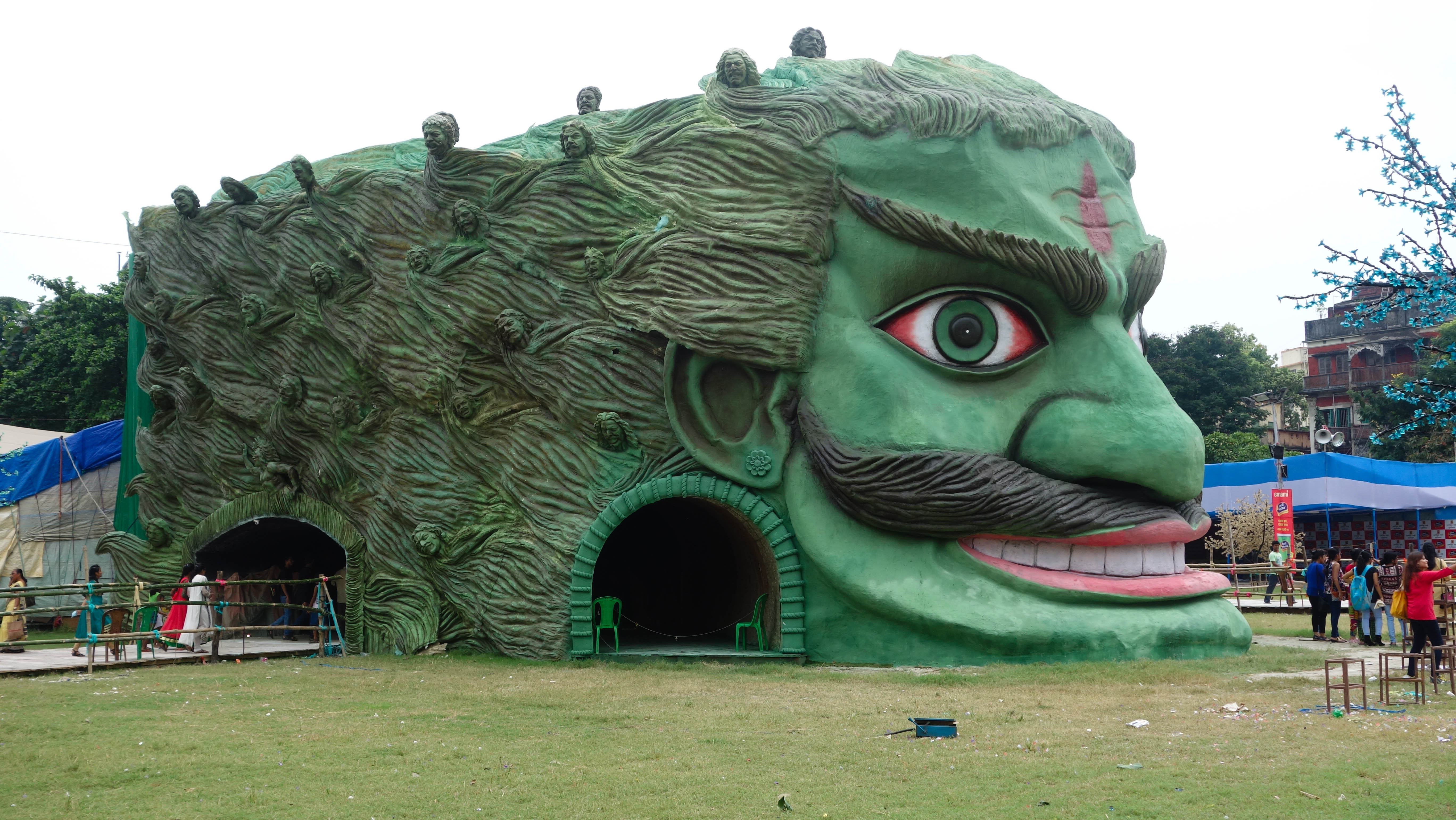
Pandal en forme de Mahishasura. Calcutta; 2016
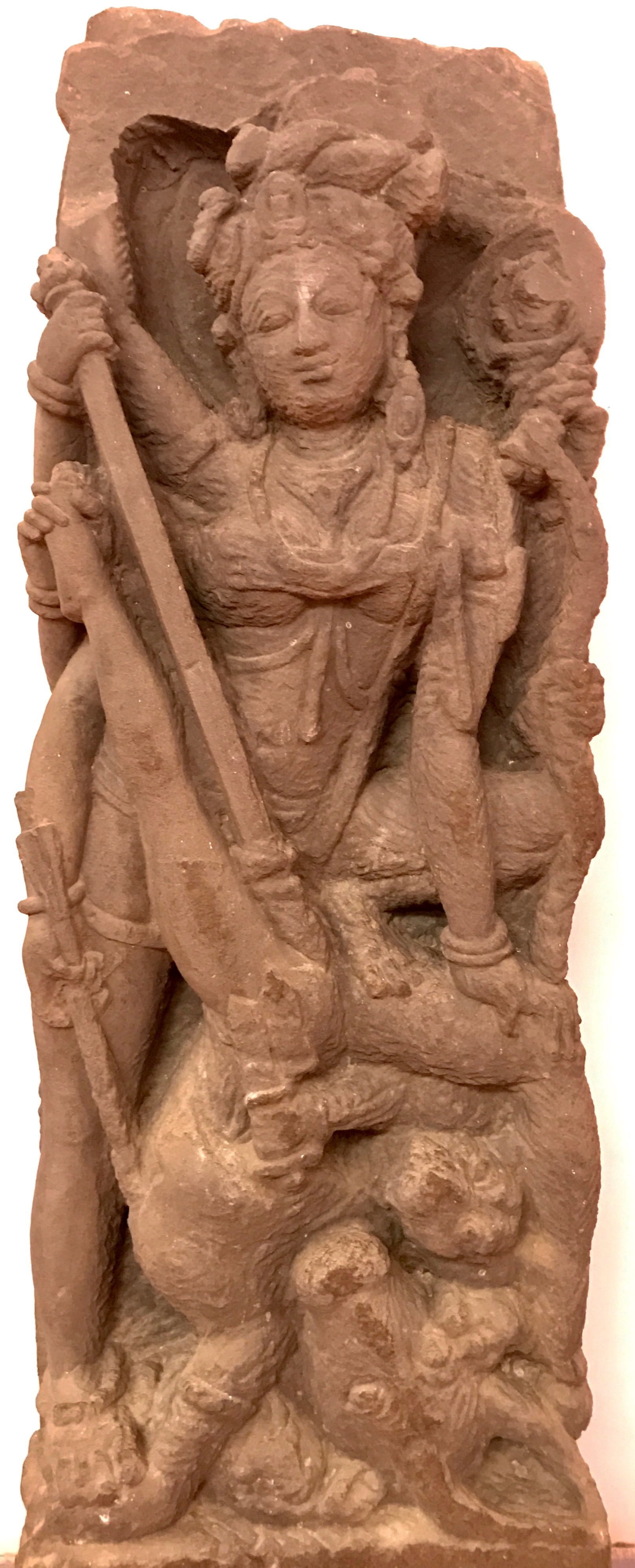
Durga tuant Mahishasura, Temple Sirpur du 9e siècle, Chhattisgarh.